# (4982) Bartini
(4982) Bartini est un astéroïde de la ceinture principale.

## Description
(4982) Bartini est un astéroïde de la ceinture principale. Il fut découvert le 14 août 1977 à Naoutchnyï par Nikolaï Tchernykh. Il présente une orbite caractérisée par un demi-grand axe de 2,78 UA, une excentricité de 0,18 et une inclinaison de 4,6° par rapport à l'écliptique.
Il porte le nom de Robert Bartini, un ingénieur aéronautique italien dont la carrière s'est déroulée en Union soviétique.

## Compléments